# Адевале Акінуойє-Агбадже
Адевале Акінуойє-Агбадже (англ. Adewale Akinnuoye-Agbaje; 22 серпня 1967, Лондон) — британський актор. Відомий за фільмами «Мумія повертається» і «Ідентифікація Борна», а також по телесеріалів «Загублені» і «В'язниця Оз».

## Біографія
Акінуойє-Агбадже народився в Іслінгтоні (район Великого Лондона), його батьки з  Нігерії. У Адевале є чотири сестри. Він вільно говорить на декількох мовах, включаючи  англійську,  італійську, суахілі і мову йоруба (рідна мова його батьків).
Адевале — випускник Королівського коледжу Лондона, магістр юридичних наук.

### Кар'єра
Вперше Адевале з'явився перед камерою в кліпі на хіт 1991 року «Jealousy» групи Pet Shop Boys. Пізніше він став відомий завдяки ролі Саймона Адебізі в телесеріалі В'язниця Оз каналу HBO, а також за роллю  містера Еко в серіалі каналу  ABC Загублені. За свою кар'єру Акінуойє-Агбадже з'явився в безлічі фільмів, включаючи Ідентифікація Борна, де він зіграв поваленого африканського диктатора. Адевале також брав участь у написанні сценарію до телесеріалу «Africana!». Актор згадував, що збирається зняти фільм про своє власне життя.
У 2014 році актор приєднався до акторського складу п'ятого сезону серіалу «Гра престолів».
У 2016 році зіграв роль Вбивці Крока в голлівудському фільмі "Загін Самогубців".

### Особисте життя, погляди
Актор каже, що цілий день грає свою роль, щоб краще відчути персонажа. 
 «Єдиний спосіб домогтися потрібного ефекту на зйомках, який я знаю — сфокусуватися» 
 Відомо, що Адевале попросив прибрати містера Еко з серіалу Загублені після втрати обох батьків
Адевале сповідує буддизм і є членом Сока Гаккай.

## Нагороди
- «Премія Гільдії кіноакторів США» — « Кращий акторський склад драматичного серіалу» (Загублені, 2005)

## Фільмографія
| Рік         |   | Українська назва                      | Оригінальна назва                           | Роль                        |
| ----------- | - | ------------------------------------- | ------------------------------------------- | --------------------------- |
| 1994        | с | Щоденники Червоної Туфельки           | Red Shoe Diaries                            | студент                     |
| 1995        | с | Поліцейські під прикриттям            | New York Undercover                         | Кліфф Ремсі                 |
| 1995        | ф | Дельта Венери                         | Delta of Venus                              | Ясновидець                  |
| 1995        | ф | Конго                                 | Congo                                       | Кахега                      |
| 1995        | ф | Ейс Вентура 2: Поклик природи         | Ace Ventura: When Nature Calls              | Хіту                        |
| 1996        | ф | Смертельний рейс                      | The Deadly Voyage                           | Еммануель                   |
| 1997        | ф | 20000 льє під водою                   | 20000 Leagues Under the Sea                 | Кейб Аттакс                 |
| 1997        | с | Крекер                                | Cracker                                     | Джон До                     |
| 1997        | с | Золоті крила Пенсаколи                | Pensacola: Wings of Gold                    | Посол ОДЕК                  |
| 1997 — 2000 | с | В'язниця Оз                           | Oz                                          | Саймон Адебізі              |
| 1998        | с | Link's (англ.)                        | Link's                                      | Уїнстон Івелу               |
| 1998        | ф | Легіонер                              | Legionnaire                                 | Лютер                       |
| 2000        | ф | Рабство: Правдива історія Фанні Кімбл | Enslavement: The True Story of Fanny Kemble | Джої                        |
| 2001        | ф | Мумія повертається                    | The Mummy Returns                           | Лок-На                      |
| 2001        | ф | Lip Service (англ.)                   | Lip Service                                 | Себастіон                   |
| 2002        | ф | Ідентифікація Борна                   | The Bourne Identity                         | Ніквана Вомбозі             |
| 2004        | ф | Дев'ять життів                        | Unstoppable                                 | Агент Юнод                  |
| 2005        | ф | Black / Blue (англ.)                  | Black / Blue                                | The Target                  |
| 2005        | ф | Розбагатій або помри                  | Get Rich or Die Tryin '                     | Маджестик                   |
| 2005        | ф | Принцеса спецій                       | The Mistress of Spices                      | Квезі                       |
| 2005        | ф | On the One (англ.)                    | On the One                                  | Булл Шарки                  |
| 2005 — 2006 | с | Загублені                             | Lost                                        | Містер Еко                  |
| 2006        | с | Джиммі Кіммел у прямому ефірі         | Jimmy Kimmel Live!                          | грає себе                   |
| 2009        | ф | Джі Ай Джо: Атака Кобри               | G.I. Joe: The Rise of Cobra                 | Хеві Дюти                   |
| 2009        | с | Монк                                  | Monk                                        | Семюел Ваинг                |
| 2010        | ф | Нещадний                              | Faster                                      | євангеліст                  |
| 2011        | ф | Професіонал                           | Killer Elite                                | «Агент»                     |
| 2011        | ф | Щось                                  | The Thing                                   | Дерек Джеймесон             |
| 2013        | ф | Нестримний                            | Bullet to the Head                          | Морель                      |
| 2013        | ф | Тор 2: Царство темряви                | Thor: The Dark World                        | Алгрен Сильний / Курс       |
| 2014        | ф | Помпеї                                | Pompeii                                     | Аттікус                     |
| 2014        | ф | Енні                                  | Annie                                       | Неш                         |
| 2015        | с | Гра престолів                         | Game of Thrones                             | Малко                       |
| 2015        | ф | Оборонець                             | Concussion                                  | Дейв Дуерстон               |
| 2015        | ф | Трамбо                                | Trumbo                                      | Вірджіл Брукс               |
| 2016        | ф | Загін Самогубців                      | Suicide Squad                               | Уейлона Джонс / Вбивця Крок |
| 2017        | с | Десять днів в долині                  | Ten Days in the Valley                      | Джон Берд                   |
| 2019        | с | Правосуддя                            | The Fix                                     | Севві Джонсон               |
| 2022        | ф | Марлоу                                | Marlowe                                     | Седрік                      |
| 2024        | ф | Спілка                                | The Union                                   | Френк                       |
| 2024        | с | Секретний рівень                      | Secret Level                                | Сержант Метаурус            |